# Rush (musikalbum)
Rush är debutalbumet av det kanadensiska rockbandet Rush, släppt i mars 1974. Det är det enda albumet där John Rutsey spelade trummor, innan han ersattes av Neil Peart.
Albumet är mer influerat av hårdrock/bluesrock-band som till exempel Led Zeppelin än deras andra skivor som är progrock.

## Låtlista
Samtliga låtar skrivna av Geddy Lee och Alex Lifeson, om inte annat anges.
Sida ett
1. "Finding My Way" - 5:05
2. "Need Some Love" - 2:19
3. "Take a Friend" - 4:24
4. "Here Again" - 7:34

Sida två
1. "What You're Doing" - 4:22
2. "In the Mood" (Geddy Lee) - 3:33
3. "Before and After" - 5:34
4. "Working Man" - 7:10

## Medverkande
- Geddy Lee - sång, elbas
- Alex Lifeson - gitarr, sång
- John Rutsey - trummor, sång